# Afroedura pundomontana
Afroedura pundomontana — вид геконоподібних ящірок родини геконових (Gekkonidae). Ендемік Ангола. Описаний у 2022 році. 

## Поширення і екологія
Afroedura pundomontana відомі за голотипом, зібраним на пагобі Морро-ду-Пундо, розташованому в провінції Бенгела на заході Анголи, приблизно у 25 км на захід від міста Бокойо, на висоті 946 м над рівнем моря.